# Jan Michiel Ruyten

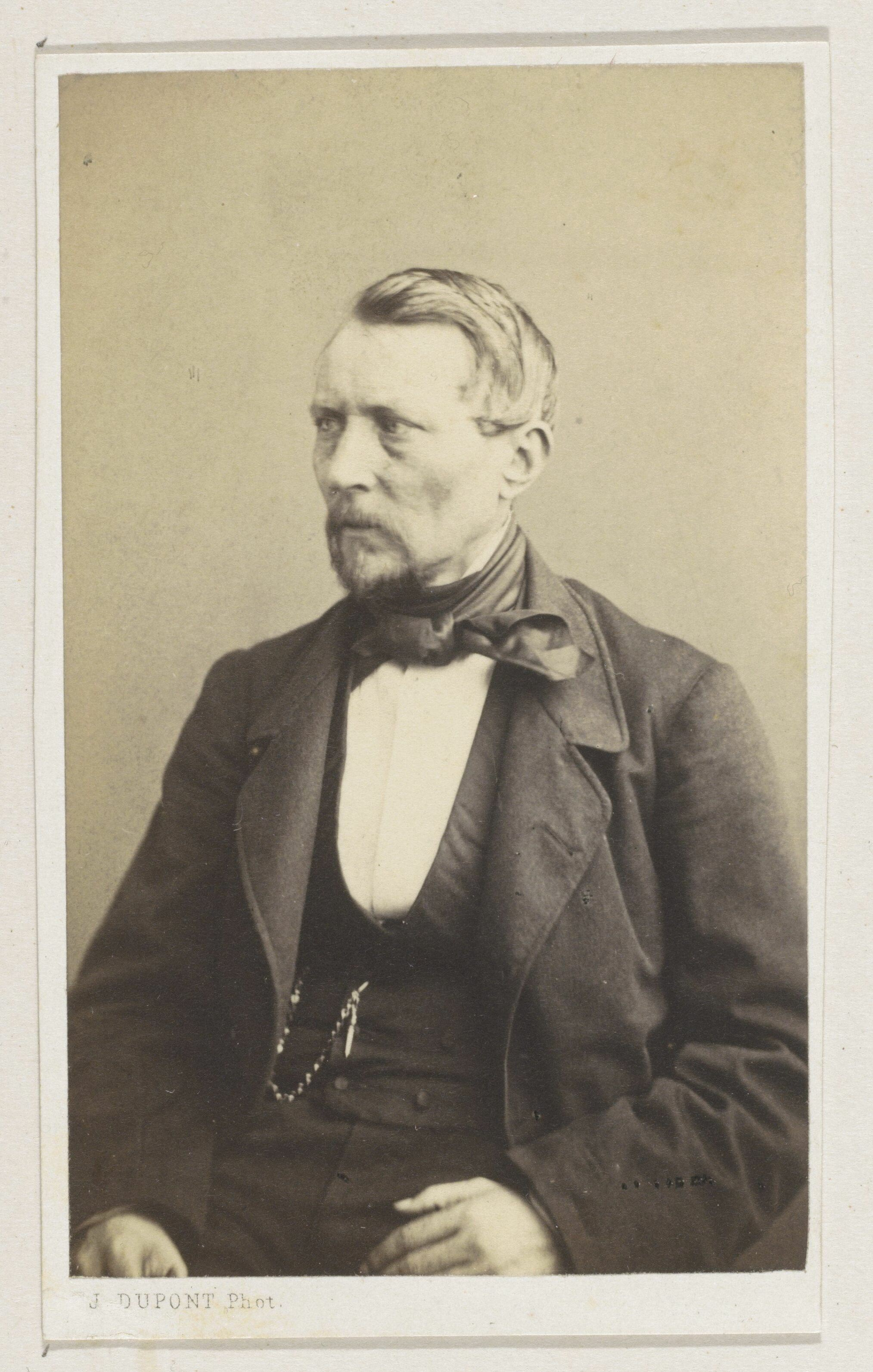
Jan Michiel Ruyten

Jan Michiel Ruyten o Jan Ruyten  (9 de abril de 1813, en Amberes - 12 de noviembre de 1881, en Amberes) fue un pintor, dibujante y grabador belga romántico conocido por sus pinturas de género, paisajes urbanos, paisajes con figuras y cuadros de historia. Fue influenciado por la pintura romántica holandesa.

## Vida
Jan Michiel Ruyten nació en Amberes, donde recibió su primer entrenamiento artístico de Ignatius Josephus van Regemorter. Inicialmente pintó paisajes y pinturas de género y luego evolucionó hacia vistas de la ciudad. Desde muy temprana edad comenzó a contribuir con sus obras en los salones de Gante, Bruselas y Amberes.

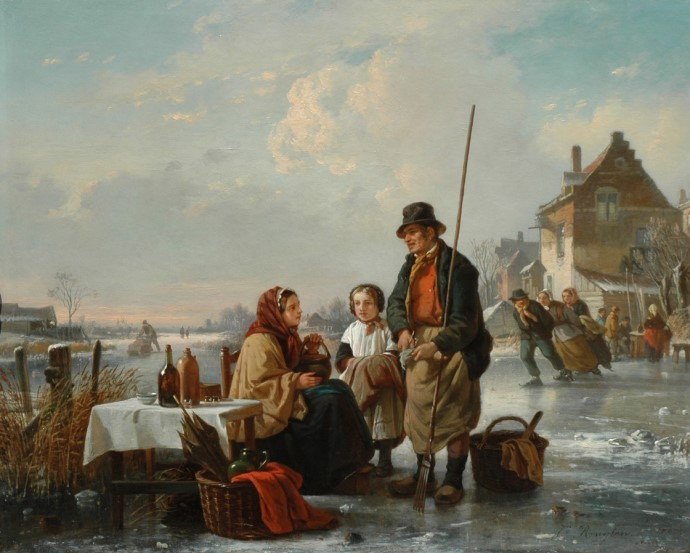
Vendedor de bebidas en el hielo (Koek-en-zopie)

Ruyten se convirtió en 1840 en miembro de la Academia de Amberes. El pintor marino y de la ciudad Hendrik Frans Schaefels trabajó como asistente de Ruyten entre 1842 y 1844.
Ruyten dejó Bélgica por los Países Bajos en la década de 1840. Se sabe que contribuyó con una pintura a la exposición de La Haya en 1845. Se presume que vivió y trabajó en La Haya hasta 1870. En los Países Bajos conoció el trabajo de Andreas Schelfhout y el alumno de este artista, Wijnand Nuijen, que tuvo una gran influencia en la elección de los temas. Schaefels expuso en su Bélgica natal, así como en Viena y Londres, y recibió numerosos premios.
Los alumnos de Ruyten incluyeron a Florent Crabeels, Alexander Josephus Thomas Wittevronghel y Laurent Herman Redig.

## Trabajo

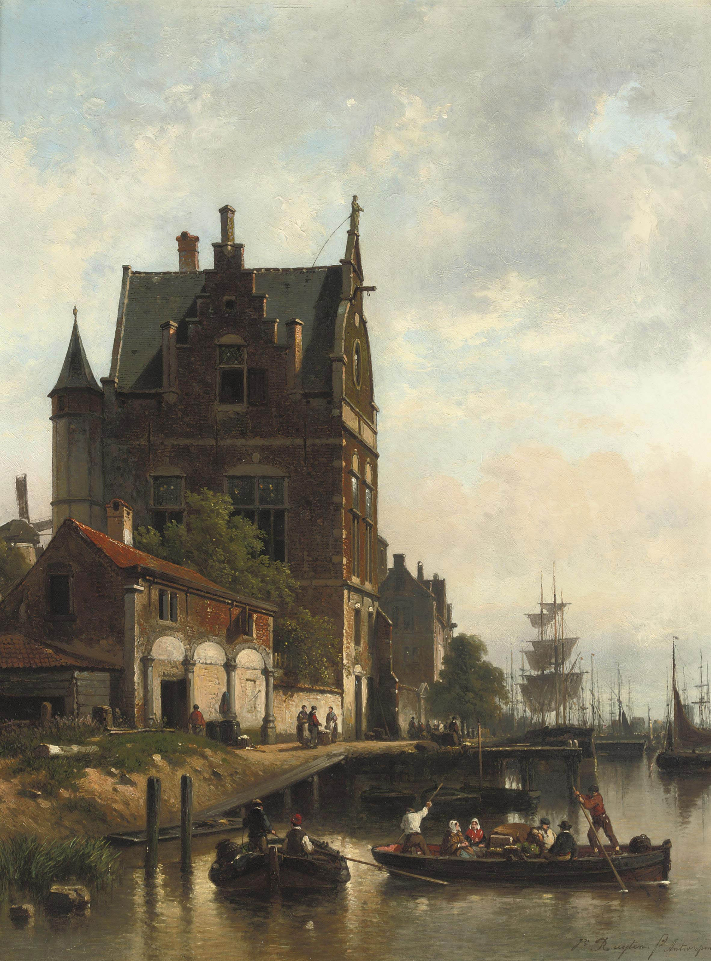
Una vista del muelle del Scheldt con embarcaciones, Amberes, de Jan Michiel Ruyten

Jan Michiel Ruyten pintó escenas de género, paisajes con figuras, paisajes invernales, paisajes urbanos, paisajes acuáticos, paisajes marinos, temas históricos, escenas con figuras y vistas arquitectónicas. Aunque inicialmente pintó paisajes urbanos, durante su residencia en los Países Bajos se inspiró en el trabajo de Andreas Schelfhout y Wijnand Nuijen para comenzar a pintar vistas del río, puertos y escenas de hielo. A pesar de la influencia holandesa en estas obras, pudo mantener su originalidad. Después de 1870 volvió a pintar escenas de ciudades y mercados. Jan Michiel Ruyten era de la misma generación que el destacado pintor de historia belga Henri Leys y hasta cierto punto fue influenciado por ese artista.
Ruyten trabajó tanto en aceites como en acuarelas. Ruyten fue uno de los primeros artistas en utilizar la fotografía recientemente inventada para sus paisajes urbanos.

## Referencias

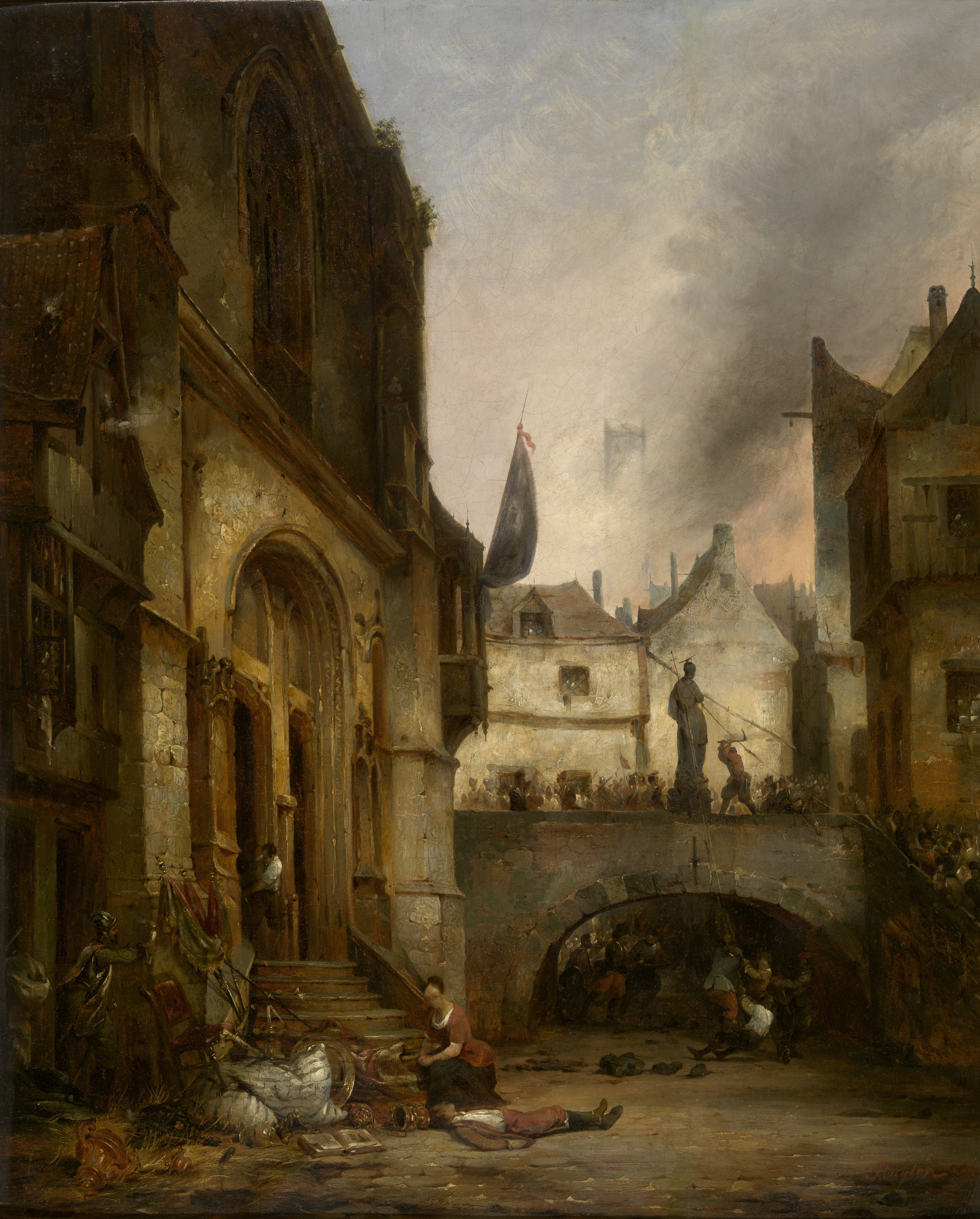
Los iconoclastas